# Rose Pourquier
Pour les articles homonymes, voir Pourquier.
Rose Pourquier ou Rosette Pourquier est une nageuse française spécialisée en nage libre.

## Biographie
Rose Pourquier est championne de France de grand fond nage libre et remporte la Traversée de Paris à la nage en 1933. Elle est licenciée au Cercle des nageurs de Marseille,.